# روذرهام (دائرة انتخابية في المملكة المتحدة)
روذرهام (بالإنجليزية: Rotherham)‏ هي إحدى الدوائر الانتخابية في المملكة المتحدة الممثلة في مجلس العموم في برلمان المملكة المتحدة.
عضو البرلمان الذي يمثلها حالياً هو :Rt Hon Denis MacShane (Lab).